# Campeonato Cearense 1941
In 1941 werd het 27ste Campeonato Cearense gespeeld voor clubs uit Braziliaanse staat Ceará. De competitie werd georganiseerd door de ADC, dat net voor het einde van de competitie de naam FCF aannam, en werd gespeeld van 24 april tot 20 juli. Ceará werd kampioen.

## Eindstand
| Plaats | Club        | Wed. | W | G | V | Saldo | Ptn. |
| ------ | ----------- | ---- | - | - | - | ----- | ---- |
| 1.     | Ceará       | 6    | 6 | 0 | 0 | 37:4  | 12   |
| 2.     | Fortaleza   | 6    | 3 | 1 | 2 | 13:9  | 7    |
| 3.     | Maguari     | 6    | 3 | 0 | 3 | 15:10 | 6    |
| 4.     | Ferroviário | 6    | 3 | 0 | 3 | 10:15 | 6    |
| 5.     | Peñarol     | 6    | 3 | 0 | 3 | 12:20 | 6    |
| 6.     | América     | 6    | 1 | 1 | 4 | 12:28 | 3    |
| 7.     | Tramways    | 6    | 1 | 0 | 5 | 12:25 | 2    |

|  | Kampioen |

### Kampioen
| Campeonato Cearense de 1941 |
| Ceará                       |
| --------------------------- |
| CEARÁ Kampioen (11° titel)  |